# 托尼·加洛斯
安东尼·约瑟夫·加洛斯（英語：Anthony Joseph Jaros，1920年2月22日—1995年4月22日），美国NBA联盟前职业篮球运动员。